# Le Squelette sous cloche
Le Squelette sous cloche (The Chinese Bell Murders) est un roman policier de Robert van Gulik, publié en 1958, et ayant pour protagoniste principal le Juge Ti. 
Selon l'ordre chronologique des aventures, il s'agit de la dixième enquête du magistrat.  L'intrigue se déroule dans la ville fictive de Pou-Yang en 668.

## Résumé
Le Juge Ti vient de prendre ses fonctions à Pou-yang, son troisième poste. Tout porte à croire que ce poste est de tout repos : le commerce et l'agriculture sont prospères, les catastrophes naturelles inconnues, la criminalité faible, sans compter que son prédécesseur a administré efficacement son district, ne laissant au Juge Ti qu'une seule affaire criminelle en cours : un cas sordide de viol suivi de meurtre, pour lequel il ne reste qu'à condamner le suspect principal.
Mais le Juge Ti ne va pas tarder à s'apercevoir que la réalité ne cadre pas avec ce tableau enchanteur. Rapidement, des doutes lui viennent au sujet de la culpabilité du suspect de l'affaire de la rue de la Demi-Lune. Et ce n'est que le commencement : la récente fortune du temple bouddhiste de la région attise ses soupçons, et une vieille femme vient l'entretenir d'une macabre histoire de nonuple meurtre, dont le commanditaire serait un riche négociant cantonais. Et ces deux affaires sont pour le moins délicates : non seulement le Juge Ti devra fournir la preuve de son accusation, mais en plus, il devra veiller à ce que les coupables soient punis. Et la puissance du clergé bouddhiste et des marchands cantonais est telle qu'ils sont en mesure de soustraire les leurs au châtiment ou de faire muter le magistrat aux confins de l'Empire. Plus que jamais, le juge Ti devra manœuvrer avec d'infinies précautions.

## Personnages
Membres du Tribunal
- Ti Jen-tsie, le magistrat du district de Pou-Yang.
- Hong Liang, conseiller du juge et sergent du tribunal
- Ma Jong, Tsiao Taï et Tao Gan, les trois lieutenants du Juge Ti

Personnalités importantes du district
- Madame Liang, veuve d'un riche négociant cantonais
- Lin Fan, riche négociant cantonais
- Vertu-Spirituelle, père abbé du temple bouddhiste

Autres personnages
- Siao Fou-han, le boucher
- Long, le tailleur
- Wang Sien-tchoung, candidat aux examens littéraires
- Cheng Pa, conseiller de la Guilde des Mendiants
- Complète-Compréhension, ancien supérieur du même temple
- Mademoiselle Abricot et mademoiselle Jade-bleu, prostituées

## Commentaires
Il s'agit du tout premier roman écrit par Robert van Gulik de ce qui allait devenir la série du juge Ti. Refusé par son éditeur japonais en raison du portrait peu flatteur du clergé bouddhiste (portrait voulu par l'auteur, qui désirait suivre la voie des auteurs chinois traditionnels, lesquels étaient souvent des confucianistes orthodoxes qui voyaient le bouddhisme d'un mauvais œil), le roman, dans une version remaniée, ne parut qu'après Le Mystère du labyrinthe.